# ديف نوريس
ديف نوريس (بالإنجليزية: Dave Norris)‏ هو أكاديمي أمريكي، ولد في 1 أغسطس 1942.